# Flore (Northamptonshire)
Pour les articles homonymes, voir Flore (homonymie).
Flore est une paroisse civile et un village du Northamptonshire, en Angleterre.